# Sophora davidii
Espèce
Synonymes
- Caragana chamlago B.Mey.[1]
- Sophora moorcroftiana auct. non Baker[1]
- Sophora viciaefolia Hance[1]

Sophora davidii, le Sophora du père David, est une espèce de plantes à fleurs de la famille des Fabacées. C'est un arbuste trouvée en Chine.

## Liste des variétés
Selon Tropicos (29 janvier 2023) (Attention liste brute contenant possiblement des synonymes) :
- Sophora davidii var. chuansiensis (C.Y. Ma) C.Y. Ma
- Sophora davidii var. davidii
- Sophora davidii var. liangshanensis (C.Y. Ma) C.Y. Ma